# Fuente Palmera (kommunhuvudort)
Fuente Palmera är en kommunhuvudort i Spanien.   Den ligger i provinsen Province of Córdoba och regionen Andalusien, i den södra delen av landet, 300 km söder om huvudstaden Madrid. Fuente Palmera ligger 162 meter över havet och antalet invånare är 10 788.
Terrängen runt Fuente Palmera är platt. Runt Fuente Palmera är det ganska tätbefolkat, med 52 invånare per kvadratkilometer. Närmaste större samhälle är Écija, 18,1 km söder om Fuente Palmera. Trakten runt Fuente Palmera består till största delen av jordbruksmark.